# (464321) 2016 AZ107
(464321) 2016 AZ107 es un asteroide perteneciente al cinturón de asteroides, descubierto el 25 de febrero de 2012 por el equipo Spacewatch desde el Observatorio Nacional de Kitt Peak (Arizona, Estados Unidos).